# Grand Prix van Interlagos
De Grand Prix van Interlagos was een autorace op het Braziliaanse circuit van Interlagos. De race maakte tussen 1947 en 1949 deel uit van de grand-prixseizoenen en was in 1952 ook een niet-kampioenschapsronde in de Formule 1.

## Winnaars van de grand prix
- Hier worden alleen de races aangegeven die plaatsvonden tijdens de grand-prixseizoenen tot 1949 en Formule 1-races vanaf 1950.

| Jaar        | Coureur            | Constructeur       | Locatie            | Verslag            |
| ----------- | ------------------ | ------------------ | ------------------ | ------------------ |
| 1952        | Juan Manuel Fangio | Ferrari            | Interlagos         | Verslag            |
| 1950 - 1951 | Race niet gehouden | Race niet gehouden | Race niet gehouden | Race niet gehouden |
| 1949        | Luigi Villoresi    | Maserati           | Interlagos         | Verslag            |
| 1948        | Chico Landi        | Alfa Romeo         | Interlagos         | Verslag            |
| 1947        | Achille Varzi      | Alfa Romeo         | Interlagos         | Verslag            |